# Poesia gnomica
La poesia gnomica è una delle forme letterarie più antiche, diffusa non solo nel mondo classico, ma anche in quello orientale, specialmente ebraico e indiano.
È un tipo di poesia priva di sistematicità, un genere che può essere accostato al proverbio, se non fosse che ha una propria elaborazione letteraria.

## Poesia greca
Cultori e fautori di questo genere letterario furono, nell'antica Grecia, i cosiddetti "poeti gnomici", gli ideatori dei Detti Aurici: Esiodo, Focilide, Pitagora, Teognide, Senofane e Solone. La caratteristica di questa poesia era il suo risolversi nell'espressione di una sentenza (in greco γνώμη, da cui il nome) conclusiva, formulata in un distico elegiaco, in un esametro, o in un trimetro giambico.
Di carattere gnomico sono i 1379 versi della raccolta di vari autori che va sotto il nome di Teognide e alcuni lacerti di una silloge di sentenze (gnomologico) tratte dalle commedie di Epicarmo e Menandro.

## Letteratura latina
La poesia gnomica trovò espressione anche a Roma per mezzo delle sentenze di Publilio Siro, circa 700, e nella raccolta Dicta Catonis del sec. III d.C. Raccolta che ebbe grande diffusione, anche, durante tutto il medioevo, sino ad attraversare il volgarizzamento di Bonvesin de la Riva.
In seguito la poesia gnomica, perdendo il carattere frammentario, si espresse in varie e più ampie forme della poesia didascalica.